# Zwerbowana miłość
Zwerbowana miłość – film sensacyjny produkcji polskiej z 2009 roku, zrealizowany przez Tadeusza Króla. Jest to historia oparta na wydarzeniach 1989 roku (transformacja systemowa w Polsce). Odchodząca ekipa rządząca przemyca przez granicę tajne dokumenty.

## Obsada
- Robert Więckiewicz − jako Andrzej Leszczyński
- Dorota Landowska − jako żona Andrzeja
- Joanna Orleańska − jako Anna Granier
- Sonia Bohosiewicz − jako Elwira
- Krzysztof Stroiński − jako Leon Siejka
- Maria Seweryn − jako Helenka
- Adam Woronowicz − jako lekarz
- Krzysztof Kuliński − jako chirurg plastyczny
- Jacek Grondowy − jako cinkciarz

## Informacje dodatkowe
- Zdjęcia realizowano w Warszawie, Wrocławiu i Wiedniu.
- Okres zdjęciowy trwał od 14 marca do 24 kwietnia 2008 r.
- Bohaterowie filmu oglądają w kinie film Kingsajz z 1987, który został wyreżyserowany przez Juliusza Machulskiego, koproducenta filmu.